# خوليو ري باستور
خوليو ري باستور (بالإسبانية: Julio Rey Pastor)‏ هو رياضياتي وكاتب إسباني، ولد في 14 أغسطس 1888 في لوغرونيو في إسبانيا، وتوفي في 21 فبراير 1962 في بوينس آيرس في الأرجنتين.